# Cephalopina titillator
Cephalopina titillator är en tvåvingeart som först beskrevs av Clark 1816.  Cephalopina titillator ingår i släktet Cephalopina och familjen styngflugor.